# Charanyca asiaminorica
Charanyca asiaminorica là một loài bướm đêm trong họ Noctuidae.